# День независимости Финляндии
День независимости Финляндии (фин. itsenäisyyspäivä, швед. självständighetsdagen) — государственный праздник Финляндии, отмечаемый ежегодно 6 декабря; общенациональный выходной день. Этот день считается национальным днём страны и днём флага. Впервые День независимости отмечался 6 декабря 1917 года — после того, как Финским парламентом (100 депутатов голосовало «за», 88 — «против», 12 воздержались) была одобрена Декларация независимости Финляндии (через два дня после принятия Декларации независимости Сенатом Свинхувуда).

## Традиционные мероприятия дня
Праздничные мероприятия 6 декабря начинаются с официальной церемонии поднятия в 9 часов утра государственного флага на холме Тяхтиторнимяки в центре Хельсинки и по традиции сопровождаются речами и песнями. Церемония поднятия флага берёт своё начало с 1957 года, а её организаторами выступает общество Suomalaisuuden liitto.
Премьер-министр Финляндии традиционно возлагает цветы от имени Госсовета на могилу героев на кладбище в Хиетаниеми.
В полдень в кафедральном соборе Хельсинки (Соборе Святого Николая) проходит экуменическое богослужение с участием президента республики и членов Государственного совета, которое транслируется в прямом эфире на телеканале Yle TV1.
Вечером студенческие объединения столичного региона проводят традиционное факельное шествие студентов, начинающееся от кладбища Хиетаниеми и завершающееся на Сенатской площади около 18 часов. Президентская чета поприветствует студентов с балкона Президентского дворца.
Военный парад в честь Дня независимости проходит во второй половине дня в разных городах (2015 — Ювяскюля).
Большинство магазинов, включая торговую сеть Alko, банки и отделения почтовой связи в этот день закрыты (исключение составляют некоторые киоски, а также магазины при заправочных станциях). Поезда ходят по воскресному расписанию.

### Приём в президентском дворце
Одно из основных мероприятий этого дня — торжественный приём Президента Финляндии в своей резиденции известных финнов, а также иностранных граждан, которые сделали что-то полезное для Финляндии в прошедшем году. Уже несколько десятилетий приём транслируется по телевидению, при этом телевизионный рейтинг трансляции на протяжении многих лет является самым высоким в Финляндии среди всех телепередач.
В 2013 году по причине ремонта Президентского дворца традиционный президентский приём прошёл в Тампере, во Дворце Tampere-talo, при этом вместо традиционного бала был организован концерт.

### Зажигание свечей
6 декабря большинство финнов в окнах своих домов зажигают по две сине-белых свечи с 18 до 20 вечера. Точно источник традиции неизвестен. По одной версии это традиция со Шведских времён и свечи зажигали в памятные для королевской семьи дни или в дни визита короля в Финляндию. Позднее их зажигали уже в честь царской семьи. Более точно известно то, что в годы русификации свечи стали зажигать в день Рунеберга (5 февраля) в знак протеста. Традиция в нынешнем виде идёт с 1927, когда Союз независимости призвал зажигать такие свечи вечером.

## Протестные выступления
Празднования Дня независимости 2013 года в Тампере были отмечены акцией, организованной группой активистов анархистского направления из Хельсинки и Тампере. Около 200 человек устроили в городе массовые беспорядки, били витрины и пытались прорваться к Дворцу, в котором проходил президентский приём. Было задержано 28 человек.
В 2014 году протестные выступления в День независимости прошли снова. В Хельсинки состоялась демонстрация «Школьный поход из микрорайона во дворец», организованная левыми анархистами, в ней приняли участие около 200 человек. Демонстранты двигались из района Итякескус в направлении центра города, нанося ущерб транспортным средствам, ломая окна и ворота зданий, были повреждены стены нескольких посольств. 23 человека было задержано. Ущерб от беспорядков составил несколько сот тысяч евро.